# 天真みちる
天真 みちる（てんま みちる、11月18日 - ）は、元宝塚歌劇団花組の男役。
神奈川県厚木市、県立厚木東高等学校出身。身長169cm。愛称は「たそ」。

## 来歴
2004年、宝塚音楽学校入学。
2006年、音楽学校卒業後、宝塚歌劇団に92期生として入団。入団時の成績は12番。宙組公演「NEVER SAY GOODBYE」で初舞台。その後、花組に配属。
おじさん役に定評のある名バイプレーヤーとして活躍し、2018年10月14日、「MESSIAH／BEAUTIFUL GARDEN」東京公演千秋楽をもって、宝塚歌劇団を退団。
退団後は俳優としてだけでなく、脚本家・演出家・社長・劇団主宰など多岐に渡って活動している。
2021年に自身のSNSで結婚したことを発表。

## 宝塚歌劇団時代の主な舞台

### 初舞台
- 2006年3 - 5月、宙組『NEVER SAY GOODBYE』（宝塚大劇場のみ）

### 花組時代
- 2006年6月、『ファントム』団員男、新人公演：客の男（本役：天宮菜生）
- 2007年2月、『明智小五郎の事件簿-黒蜥蜴（トカゲ）』新人公演：ボーイ（本役：紫陽レネ）『TUXEED JAZZ』
- 2008年2月、『蒼いくちづけ』（バウホール）レンフィールド
- 2008年5月、『愛と死のアラビア』新人公演：メドヘッド（本役：嶺乃一真）『Red Hot Sea』
- 2009年1月、『太王四神記』新人公演：スンノ部族長（本役：紫陽レネ）
- 2009年5月、『哀しみのコルドバ』ロベルト／ロペ『Red Hot SeaII』（全国ツアー）
- 2009年9月、『外伝 ベルサイユのばら-アンドレ編-』村人、新人公演：ドランド（本役：扇めぐむ）『EXCITER!!』
- 2010年1月、『BUND／NEON 上海』（バウホール）郁咏馥
- 2010年3月、『虞美人』新人公演：宋義（本役：悠真倫）
- 2010年7月、『麗しのサブリナ』アンソニー、新人公演：フェアチャイルド（本役：夏美よう）『EXCITER!!』
- 2010年11月、『CODE HERO／コード・ヒーロー』（バウホール・日本青年館）ケネス
- 2011年2月、『愛のプレリュード』新人公演：ドルフィー・アンダーソン（本役：紫峰七海）『Le Paradis!!』
- 2011年6月、『ファントム』ジョセフ・ブケー、新人公演：ジャン・クロード（本役：夏美よう）
- 2011年10月、『カナリア』（ドラマシティ・日本青年館）小悪魔
- 2012年1月、『復活-恋が終わり、愛が残った-』新人公演：ワーニコフ刑務所長（本役：悠真倫）『カノン』
- 2012年5月、『近松・恋の道行』（バウホール・日本青年館）芳沢あやめ／定吉
- 2012年7月、『サン＝テグジュペリ』サレス、新人公演：レオン・ヴェルト（本役：汝鳥伶）『CONGA!!』
- 2013年2月、『オーシャンズ11』ブルーザー、新人公演：ソール・ブルーム（本役：悠真倫）
- 2013年6月、『フォーエバー・ガーシュイン-五線譜に描く夢-』（バウホール）アイラ・ガーシュイン
- 2013年8月、『愛と革命の詩（うた）-アンドレア・シェニエ-』ジャン『Mr. Swing!』
- 2014年2月、『ラスト・タイクーン -ハリウッドの帝王、不滅の愛-』ロデリゲス／ウィリアム・ベーア『TAKARAZUKA ∞ 夢眩』
- 2014年6月、『ノクターン-遠い夏の日の記憶-』（バウホール）ルージン
- 2014年8月、『エリザベート-愛と死の輪舞（ロンド）-』ツェップス
- 2015年1月、『風の次郎吉-大江戸夜飛翔-』（ドラマシティ・日本青年館）三助
- 2015年3月、『カリスタの海に抱かれて』ミシェル・バルドー『宝塚幻想曲（タカラヅカファンタジア）』
- 2015年3月、『スターダム』（バウホール）サイモン
- 2015年10月、『新源氏物語』右大臣『Melodia-熱く美しき旋律-』
- 2016年2月、『Ernest in Love』（梅田芸術劇場・中日劇場）八百屋／ヨゼフ／召し使い
- 2016年4月、『ME AND MY GIRL』チャールズ・ヘザーセット
- 2016年9月、『アイラブアインシュタイン』（バウホール）ハンス
- 2016年11月、『雪華抄（せっかしょう）』『金色（こんじき）の砂漠』求婚者ゴラーズ
- 2017年3月、『MY HERO』（TBS赤坂ACTシアター・ドラマシティ）スマイル・スマイリー
- 2017年6月、『邪馬台国の風』ナシメ『Santé!!』
- 2017年10月、『はいからさんが通る』（ドラマシティ・日本青年館）牛五郎
- 2018年1月、『ポーの一族』ビル／ハロルド
- 2018年5月、『あかねさす紫の花』銀麻呂『Santé!!〜最高級ワインをあなたに〜』（博多座）
- 2018年7月、『MESSIAH（メサイア）-異聞・天草四郎-』田中宗甫『BEAUTIFUL GARDEN-百花繚乱-』 退団公演、Wエトワール[4]

## 宝塚歌劇団退団後の主な活動

### 舞台
- 2021年1 - 2月、『よみがえる明治座東京喜劇』（明治座）[7]
- 2021年4 - 5月、『エリザベート TAKARAZUKA25周年スペシャル・ガラ・コンサート』（梅田芸術劇場・東急シアターオーブ）[8]
- 2022年4 - 5月、『星の王子さま』（あましんアルカイックホール・あうるすぽっと・デザインホール）[9]
- 2022年6月、『HELI-X III〜レディ・スピランセス〜』（サンシャイン劇場・メルパルク大阪ホール）フルカス[10]
- 2023年6月、『HELI-X～スパイラル・ラビリンス～』（サンシャイン劇場）フルカス[11][12]

### 書籍
- 2021年3月、『こう見えて元タカラジェンヌです』（左右社）[1]
- 2023年3月、『こう見えて元タカラジェンヌです 遅れてきた社会人篇』（左右社）[13]

### 脚本
- 2020年1 - 2月、『RED&BEAR ～クィーンサンシャイン号殺人事件～』[14]
- 2021年11月 - 、テレビアニメ『ワッチャプリマジ!』（テレビ東京）各話脚本[15]

## TV出演
- 2014年1月、フジテレビ『SMAP×SMAP』 - スマ進ハイスクール[1][4]